# Police Academy: Mission to Moscow
Police Academy: Mission to Moscow is een Amerikaanse komediefilm uit 1994 en de zevende film in de reeks Police Academy-films. De film onderscheidt zich van de andere delen op verschillende punten. Er zijn nog maar weinig figuren uit de eerste zes films over in deze film.
De film staat bekend als de slechtste film uit de serie. Hij kwam dan ook niet uit in de bioscopen maar direct op video.

## Verhaal
In een tv-journaal wordt bericht over "The Game", een computerspel uitgebracht door de Russische zakenman Konstantine Konali en dat in rap tempo aan populariteit wint. Een van de nieuwslezers zit het spel zelf uitgebreid te spelen op een Game Boy wat uiteindelijk tot een ruzie in de studio leidt. Boris Jeltsin belt met commandant Rakov en is niet te spreken over het feit dat Konali nog niet is gearresteerd. Hij is van mening dat ze hulp nodig hebben.
Op de welbekende academie van Eric Lassard worden ondertussen nieuwe rekruten opgeleid. Rekruut Kyle Connors ontdekt in de computerruimte de geheime data voor een bijeenkomst in Moskou waarbij enige leden van de Academie aanwezig zullen zijn. De lijst bestaat uit commandant Lassard, hoofdinspecteur Harris, hoofdinspecteur Callahan, brigadier Tackleberry, brigadier Jones en rekruut John Webster. Kyle verandert de naam van de rekruut in zijn eigen omdat hij zichzelf koste wat het kost wil bewijzen als agent, ondanks zijn hoogtevrees. Zijn vader en grootvader waren namelijk ook agenten (zijn overgrootvader was echter een paardendief).
Lassard houdt een bespreking met zijn team, met uitzondering van Harris en Connors. Harris zit in de kamer ernaast en luistert via een microfoon mee. Lassard meldt dat zij het Russische team gaan versterken daar Konalis ook al eens in hun stad heeft toegeslagen maar toen wist te ontkomen. Bij aankomst in Moskou worden de agenten begroet door Rakov en inspecteur Talinsky.
Bij het instappen in de auto's voor het gebouw stapt Lassard per ongeluk in de wagen van een Russische familie, die hij voor de familie van Rakov aanziet. De familie is eigenlijk op weg naar een begrafenis.
Talinsky maakt Harris duidelijk dat hij niet blij is met de komst van de Amerikaanse agenten. Ook maakt hij zich zorgen over het feit dat hij Lassard is kwijtgeraakt, terwijl verantwoordelijk is voor hem. Ondertussen geeft Konali Adam Sharp de opdracht een nieuw systeem voor hem te programmeren dat hem toegang geeft tot elk computersysteem. Dit systeem zal in de nieuwste versie van "The Game" worden ingebracht zodat elke computer waar dit spel opzit toegankelijk wordt voor Konali. Lassard is inmiddels te gast bij de Russische familie, ondanks dat ze geen woord Engels spreken.
Harris maakt van Lassards afwezigheid gebruik om zelf de leiding over de groep te krijgen. Ook Kyle krijgt het lastig wanneer hij zichzelf moet bewijzen als Forensisch onderzoeker (een taak die eigenlijk bestemd was voor rekruut Webster).
De agenten gaan undercover in het casino waar Konali vaak verblijft. Callahan, verkleed als gast, flirt met Konali in de hoop meer te ontdekken over zijn plannen. Kyle vindt in Konali's pakhuis Adam die al 72 uur zonder te eten heeft gewerkt aan het nieuwe spel. Hij meldt Kyle dat het nieuwe spel de dag erop in de verkoop zal gaan. Kyle vangt ook een gesprek op tussen Konali en Callahan en komt zo achter Konali's plannen.
Konali krijgt van Adam het spel. Om de Amerikaanse agenten weg te werken laat hij een valse tip
doorgeven dat hij in het ballettheater toe zal slaan. De agenten nemen de tip serieus en gaan undercover als balletdansers en gasten. Op die manier verstoren ze het optreden tot woede van commissaris Rakov die hen meteen beveelt het land te verlaten.
Wanneer ze willen vertrekken ontvoert Konali Callahan. Kyle springt op het dak van Konali's auto terwijl de anderen volgen met een politiewagen. Tackleberry schiet op advies van Harris een zendertje op de auto van Konali dat hen rechtstreeks naar Konali's huis leidt. Konali ondervraagt Callahan en ontdekt dat de politie op de hoogte is van zijn spel. Hij rijdt naar zijn pakhuis waar de agenten hem inrekenen. Ze kraken de code van het spel en ontdekken zo dat het spel inderdaad een programma bevat waarmee je kunt inbreken op iemands computer. Harris laat Konali echter ontsnappen. In zijn vluchtpoging loopt hij Lassard tegen het lijf die met zijn nieuwe Russische vrienden in een restaurant zit te eten. Het komt tot een zwaardgevecht tussen de twee waarbij Lassard zich probeert te herinneren wie Konali ook alweer is. Pas wanneer hij Konali heeft verslagen herinnert hij zich hem als de crimineel die ooit in Amerika door zijn vingers glipte.
In een ceremonie worden Lassard en zijn mannen geëerd. In de aftiteling rijden ze gekleed als klassieke kozakken op paarden door Rusland.

## Rolverdeling
| Acteur             | Personage                       |
| ------------------ | ------------------------------- |
| Michael Winslow    | Brigadier Larvell Jones         |
| David Graf         | Brigadier Eugene Tackleberry    |
| Leslie Easterbrook | Inspecteur Debbie Callahan      |
| G.W. Bailey        | Hoofdinspecteur Thaddeus Harris |
| George Gaynes      | Commandant Eric Lassard         |
| Charlie Schlatter  | Rekruut Kyle Connors            |
| Gregg Berger       | Inspecteur Talinsky             |
| Ron Perlman        | Konstantine Konali              |
| Christopher Lee    | Commandant Rakov                |
| Claire Forlani     | Katrina                         |
| Richard Israel     | Adam Sharp                      |
| Vladimir Dolinskiy | Hotelbediende                   |
| Valeriy Yaremenko  | Mikhail                         |
| Vadim Dolgachov    | Leonid                          |

## Trivia
- Dit is de tweede Police Academy-film die zich afspeelt in een stad waarvan de naam is gegeven. De eerste was Police Academy 5.
- Dit is de enige film die niet qua opbrengst over een miljoen dollar heen is gegaan.